# Provinciile Laosului
Laosul este împărțit în provincii (în laoțiană ແຂວງ, pronunțat [kʰwɛ̌ːŋ], khoeng, qwang sau khoueng) și o prefectură (kampheng Nakhon) plus capitala Vientiane (ນະ ຄອນ ຫຼວງ, Nakhon Louang sau Na Kone Luang Vientiane). Zona specială administrativă (ເຂດ ພິ ເສດ, Khet phiset), Xaisomboun, creată în 1994, a fost dizolvată la 13 ianuarie 2006.

## Distribuția provinciilor (actualizată la sfârșitul anului 2013)
| Localizare | Nume                    | Capitala                                  | Populația (recensământ 2015) | Suprafață (km²) | Denistatea populației | ISO   |
| ---------- | ----------------------- | ----------------------------------------- | ---------------------------- | --------------- | --------------------- | ----- |
|            | Provincia Attapeu       | Districtul Samakkhixay (Attapeu)          | 139.628                      | 10,320          | 11                    | LA-AT |
|            | Provincia Bokèo         | Districtul Houayxay (Ban Houayxay)        | 179.243                      | 6.196           | 24                    | LA-BK |
|            | Provincia Bolikhamxai   | Districtul Paksane (Pakxan)               | 273.691                      | 14.863          | 14                    | LA-BL |
|            | Provincia Champasak     | Districtul Pakse (Pakse)                  | 694.023                      | 15.415          | 37                    | LA-CH |
|            | Provincia Houaphan      | Districtul Xamneua (Xam Neua)             | 289.393                      | 16.500          | 20                    | LA-HO |
|            | Provincia Khammouan     | Districtul Thakhek (Thakhek)              | 392.052                      | 16.315          | 22                    | LA-KH |
|            | Provincia Luang Namtha  | Districtul Namtha (Luang Namtha)          | 175.753                      | 9.325           | 16                    | LA-LM |
|            | Provincia Louangphabang | Districtul Louangphrabang (Luang Prabang) | 431.889                      | 16.875          | 24                    | LA-LP |
|            | Provincia Oudômxai      | Districtul Xay (Muang Xay)                | 307.622                      | 15.370          | 18                    | LA-OU |
|            | Provincia Phôngsali     | Districtul Phongsaly (Phongsali)          | 177.989                      | 16.270          | 12                    | LA-PH |
|            | Provincia Salavan       | Districtul Salavan (Salavan)              | 396.942                      | 10.691          | 31                    | LA-SL |
|            | Provincia Savannakhét   | Districtul Khanthabouly (Savannakhet)     | 969.697                      | 21.774          | 33                    | LA-SV |
|            | Provincia Vientiane     | Districtul Phonhong (Phonhong)            | 419.090                      | 15.927          | 23                    | LA-VI |
|            | Vientiane               | Vientiane                                 | 820.940                      | 3.920           | 180                   | LA-VT |
|            | Provincia Xaignabouli   | Districtul Xayabury (Sainyabuli)          | 381.376                      | 16.389          | 23                    | LA-XA |
|            | Provincia Xékong        | Districtul Lamarm (Sekong)                | 113.048                      | 7.665           | 11                    | LA-XE |
|            | Provincia Xaisomboun    | Districtul Anouvong (Anouvong)            | 85.168                       | 8.300           | 10                    | LA-XS |
|            | Provincia Xiangkhouang  | Districtul Pek (Phonsavan)                | 244.684                      | 15.880          | 18                    | LA-XI |

### Înainte de dizolvareaXaisomboundin 2006
1. Attapeu
2. Bokeo
3. Bolikhamxai
4. Champasak
5. Houaphanh
6. Khammouane
7. Luang Namtha
8. Luangphabang
9. Oudomxai
10. Phongsali
11. Salavan
12. Savannakhet

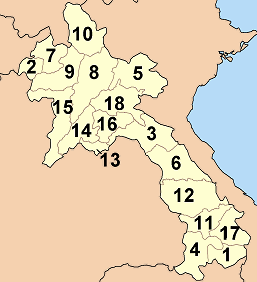
Provinces of Laos

13. Prefectura Vientiane  și Vientiane
14. Provincia Vientiane
15. Xaiyabuli
16. Provincia Xaisomboun (Provincie creată la sfârșitul lui 2013)
17. Sekong
18. Xiangkhuang

## Istorie
În 1989 Prefectura Vientiane a fost împărțită din provincia Vientiane și capitala provinciei Vientiane s-a mutat de la Vientiane la Muang Phon-hong. În 1994 Xaisomboun khetphiset (regiune specială) a fost formată din părți ale provinciilor Bolikhamxai, Vientiane și Xiangkhoang. În 2006, regiunea specială Xaisomboun a fost dizolvată și districtele Longsan, Xaysomboun, phun și Hom s-au adăugat provinciei Vientiane, în timp ce districtul Thathon a fost transferat la provincia Xiengkhuang.

## Subdiviziuni
Provinciile au ca subdiviziuni districte (muang) și orașe (baan).

## Geografie
Din punct de vedere geografic, provinciile sunt grupate în 3 straturi: Nord (de la Phongsaly la Saiyabouly, Luang Prabang și Xiengkhuang), Central (Vientiane și Bolikhamxay) și Sud (de la Khammuane la Champasack).